# Le Voleur (revue)
Pour les articles homonymes, voir Le Voleur.
Le Voleur est une ancienne revue hebdomadaire de la presse écrite française qui a paru du 5 avril 1828 au 5 décembre 1909.

## Historique
Le Voleur est une revue littéraire française, sous-titrée Journal littéraire de Paris ou encore Le Voleur : gazette des journaux français et étrangers fondée en 1828 par Charles Lautour-Mézeray avec Émile de Girardin. La publication paraît tous les cinq jours et emprunte à des écrivains comme Frédéric Soulié, Samuel-Henri Berthoud, Honoré de Balzac, etc. Le journal est aussi composé d'articles repris d'autres journaux. Charles Lautour-Mézeray participe également à la rédaction de la revue et il apporte son soutien financier à Émile de Girardin pour une autre entreprise de presse : La Silhouette (1829) à laquelle il collabore aussi comme rédacteur.

## Illustrateurs et graveurs
- L. Dumont, graveur sur bois.
- Henry Monnier : crée le dessin de l'abbé Birotteau pour Le Curé de Tours prépublié dans Le Voleur. Il crée surtout le dessin pour la vignette de titre du Voleur lors du lancement de la revue en 1828.

## Écrivains-rédacteurs
- Honoré de Balzac : ébauche de Gobseck (1830) sous le titre : L'Usurier.
- Honoré de Balzac : extrait de La Peau de chagrin, sous le titre Une débauche .
- Honoré de Balzac : texte intégral de Un drame au bord de la mer.
- Frédéric Soulié
- Samuel-Henri Berthoud
- Charles Lautour-Mézeray